# 61. Międzynarodowy Festiwal Filmowy w Berlinie
61. Międzynarodowy Festiwal Filmowy w Berlinie odbył się w dniach 10–20 lutego 2011 roku. Imprezę otworzył pokaz amerykańskiego westernu Prawdziwe męstwo w reżyserii braci Coen. W konkursie głównym zaprezentowano 16 filmów pochodzących z 13 różnych krajów.
Jury pod przewodnictwem włoskiej aktorki Isabelli Rossellini przyznało nagrodę główną festiwalu, Złotego Niedźwiedzia, irańskiemu filmowi Rozstanie w reżyserii Asghara Farhadiego. Drugą nagrodę w konkursie głównym, Srebrnego Niedźwiedzia – Grand Prix Jury, przyznano węgierskiemu obrazowi Koń turyński w reżyserii Béli Tarra.
Honorowego Złotego Niedźwiedzia za całokształt twórczości odebrał niemiecki aktor Armin Mueller-Stahl.

## Członkowie jury

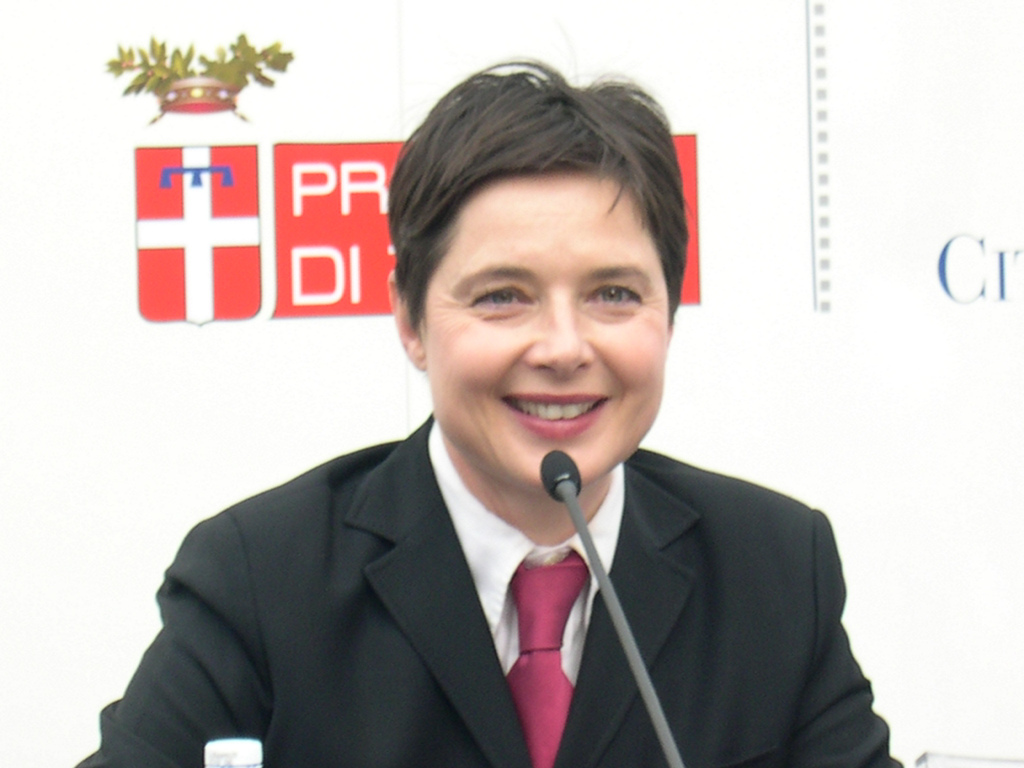
Przewodnicząca jury konkursu głównego Isabella Rossellini.

### Konkurs główny
- Isabella Rossellini, włoska aktorka – przewodnicząca jury[4]
- Jan Chapman, australijska producentka filmowa
- Nina Hoss, niemiecka aktorka
- Aamir Khan, indyjski aktor
- Guy Maddin, kanadyjski reżyser
- Sandy Powell, brytyjska kostiumografka

Ostatnie miejsce w składzie jurorskim zająć miał irański reżyser Dżafar Panahi, jednakże ze względu na zastosowany wobec niego areszt domowy, nie mógł on wziąć udziału w festiwalu. Wolne miejsce w składzie sędziowskim zostało nieobsadzone na znak protestu środowiska filmowego przeciwko decyzji władz Iranu.

### Nagroda za debiut fabularny
- Bettina Brokemper, niemiecka producentka filmowa
- Assaf Gavron, izraelski pisarz i muzyk
- Michèle Ohayon, marokańska reżyserka

## Selekcja oficjalna

### Otwarcie i zamknięcie festiwalu
|             | Tytuł            | Reżyseria             | Kraj produkcji    |
| ----------- | ---------------- | --------------------- | ----------------- |
| Otwierający | Prawdziwe męstwo | Joel i Ethan Coenowie | Stany Zjednoczone |
| Zamykający  | Rozstanie        | Asghar Farhadi        | Iran              |

### Konkurs główny
Następujące filmy zostały wyselekcjonowane do udziału w konkursie głównym o Złotego Niedźwiedzia i Srebrne Niedźwiedzie:
| Tytuł polski                 | Tytuł oryginalny                                           | Reżyseria          | Kraj produkcji    |
| ---------------------------- | ---------------------------------------------------------- | ------------------ | ----------------- |
| Nasza wielka rozpacz         | Bizim Büyük Çaresizliğimiz                                 | Seyfi Teoman       | Turcja            |
| Opowieści nocy               | Les contes de la nuit                                      | Michel Ocelot      | Francja           |
| Koriolan                     | Coriolanus                                                 | Ralph Fiennes      | Wielka Brytania   |
| Przebaczenie krwi            | The Forgiveness of Blood                                   | Joshua Marston     | Albania           |
| Przyszłość                   | The Future                                                 | Miranda July       | Stany Zjednoczone |
| Rozstanie                    | جدایی نادر از سیمین Jodaeiye Nader az Simin                | Asghar Farhadi     | Iran              |
| Lipstikka                    | Lipstikka                                                  | Jonatan Segal      | Izrael            |
| Chciwość                     | Margin Call                                                | J.C. Chandor       | Stany Zjednoczone |
| Tajemniczy świat             | Un mundo misterioso                                        | Rodrigo Moreno     | Argentyna         |
| Nagroda                      | El premio                                                  | Paula Markovitch   | Meksyk            |
| Po deszczu przychodzi słońce | 사랑한다, 사랑하지 않는다 Saranghanda, Saranghaji Anneunda | Lee Yoon-ki        | Korea Południowa  |
| Sen o Afryce                 | Schlafkrankheit                                            | Ulrich Köhler      | Niemcy            |
| Koń turyński                 | A torinói ló                                               | Béla Tarr          | Węgry             |
| W sobotę                     | В субботу W subbotu                                        | Aleksandr Mindadze | Rosja             |
| Jeśli nie my, to kto?        | Wer wenn nicht wir                                         | Andres Veiel       | Niemcy            |
| Yelling to the Sky           | Yelling to the Sky                                         | Victoria Mahoney   | Stany Zjednoczone |

### Pokazy pozakonkursowe
Następujące filmy zostały wyświetlone na festiwalu w ramach pokazów pozakonkursowych:
| Tytuł polski                   | Tytuł oryginalny                   | Reżyseria             | Kraj produkcji    |
| ------------------------------ | ---------------------------------- | --------------------- | ----------------- |
| Almanya – Witajcie w Niemczech | Almanya: Willkommen in Deutschland | Yasemin Şamdereli     | Niemcy            |
| Kobiety z 6. piętra            | Les femmes du 6ème étage           | Philippe Le Guay      | Francja           |
| Mój najlepszy nieprzyjaciel    | Mein bester Feind                  | Wolfgang Murnberger   | Austria           |
| Pina                           | Pina                               | Wim Wenders           | Niemcy            |
| Prawdziwe męstwo               | True Grit                          | Joel i Ethan Coenowie | Stany Zjednoczone |
| Tożsamość                      | Unknown                            | Jaume Collet-Serra    | Wielka Brytania   |

## Laureaci nagród
Złoty Niedźwiedź

### Konkurs główny
- Rozstanie, reż. Asghar Farhadi

Srebrny Niedźwiedź – Nagroda Grand Prix Jury
- Koń turyński, reż. Béla Tarr

Srebrny Niedźwiedź dla najlepszego reżysera
- Ulrich Köhler – Sen o Afryce

Srebrny Niedźwiedź dla najlepszej aktorki
- Leila Hatami, Sareh Bayat, Sarina Farhadi, Kimia Hosseini i Shirin Yazdanbakhsh – Rozstanie

Srebrny Niedźwiedź dla najlepszego aktora
- Payman Maadi, Shahab Hosseini, Babak Karimi i Ali-Asghar Shahbazi – Rozstanie

Srebrny Niedźwiedź za najlepszy scenariusz
- Joshua Marston i  Andamion Murataj – Przebaczenie krwi

Srebrny Niedźwiedź za wybitne osiągnięcie artystyczne
- Zdjęcia: Wojciech Staroń – Nagroda
- Scenografia: Barbara Enriquez – Nagroda

Nagroda im. Alfreda Bauera za innowacyjność
- Andres Veiel – Jeśli nie my, to kto?

### Konkurs filmów krótkometrażowych
Złoty Niedźwiedź dla najlepszego filmu krótkometrażowego
- Nocny połów, reż. Park Chan-kyong i Park Chan-wook

### Pozostałe nagrody
Nagroda za najlepszy debiut reżyserski
- Na lodzie, reż. Andrew Okpeaha MacLean

Nagroda FIPRESCI
- Koń turyński, reż. Béla Tarr

Nagroda Jury Ekumenicznego
- Rozstanie, reż. Asghar Farhadi

Honorowy Złoty Niedźwiedź za całokształt twórczości
- Armin Mueller-Stahl

## Galeria laureatów

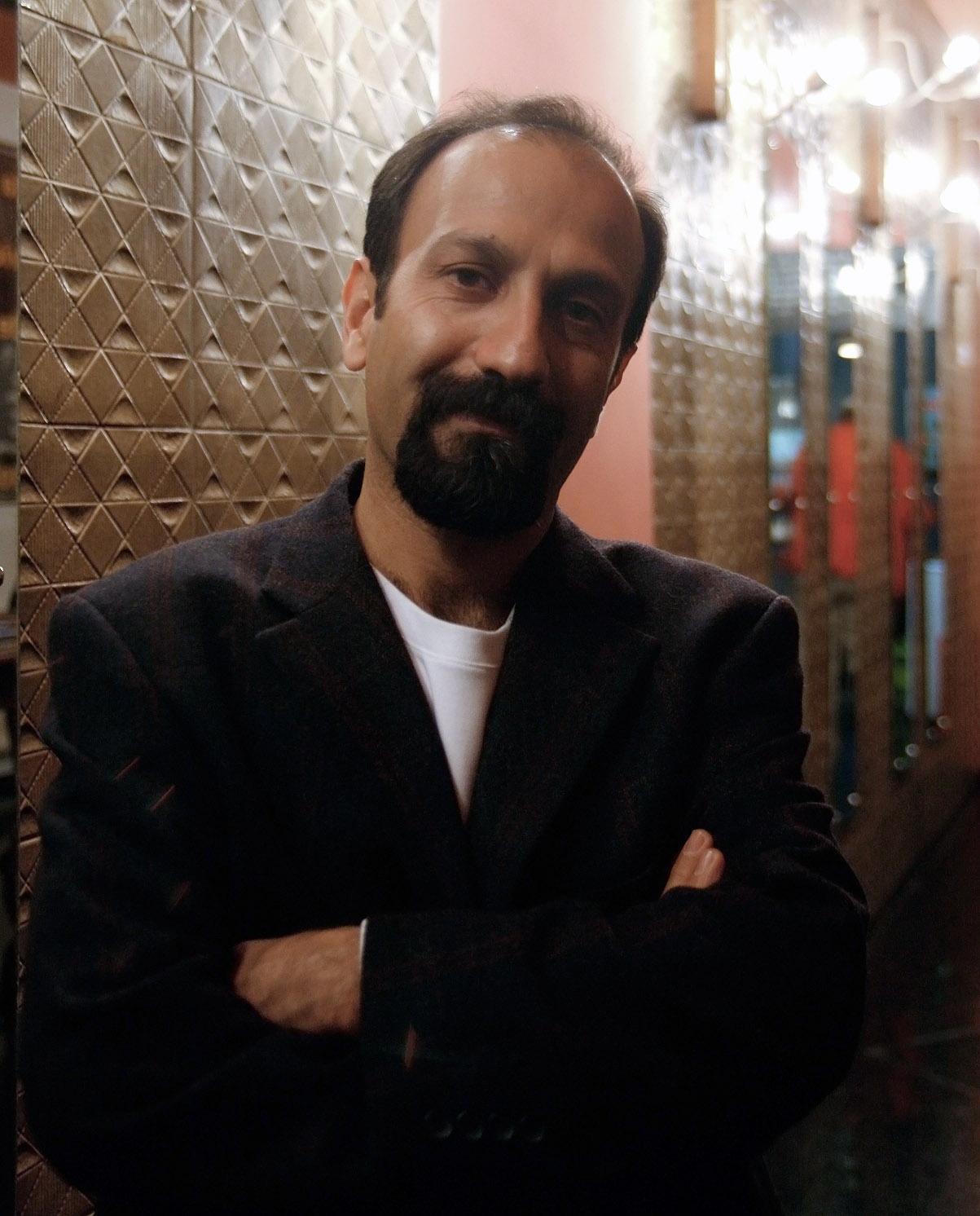
Asghar Farhadi, zdobywca Złotego Niedźwiedzia za film Rozstanie.
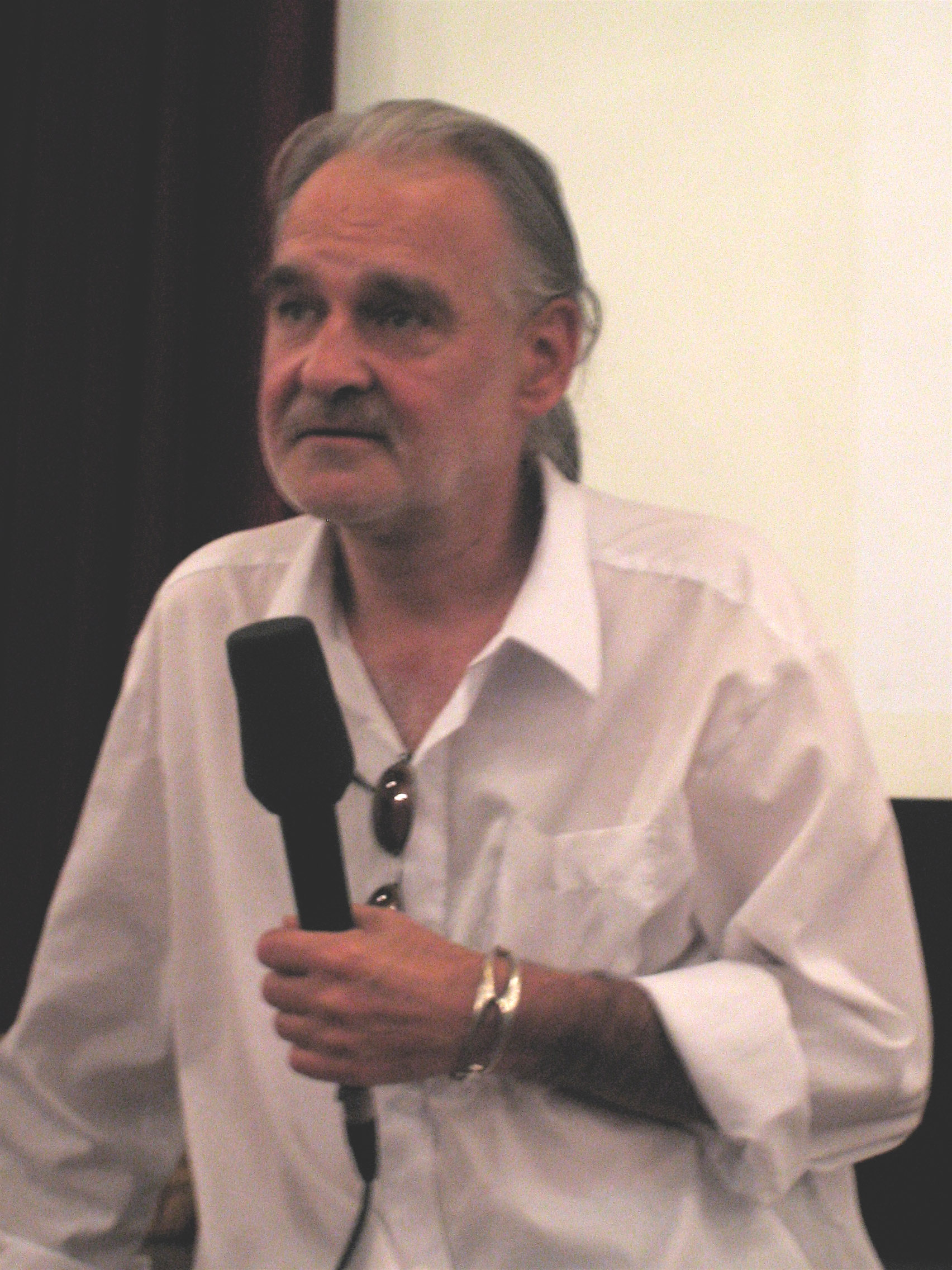
Béla Tarr, laureat Srebrnego Niedźwiedzia – Grand Prix Jury.
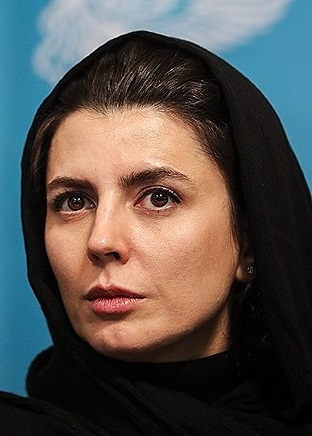
Leila Hatami, laureatka zbiorowego Srebrnego Niedźwiedzia dla najlepszej aktorki.
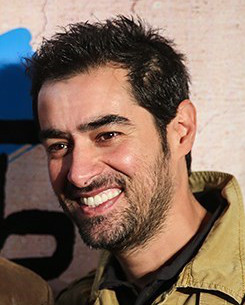
Shahab Hosseini, laureat zbiorowego Srebrnego Niedźwiedzia dla najlepszego aktora.
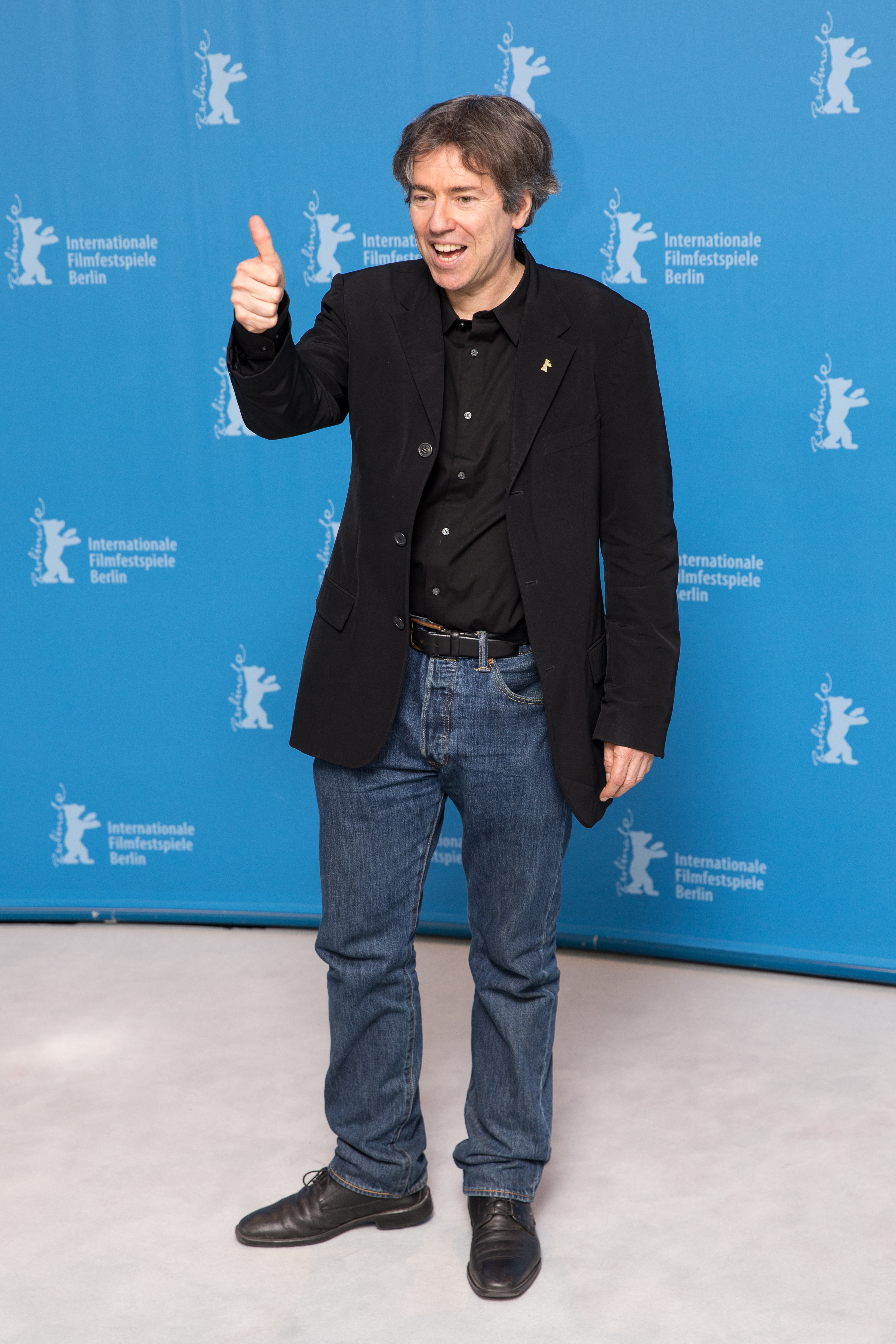
Andres Veiel, laureat Nagrody im. Alfreda Bauera.
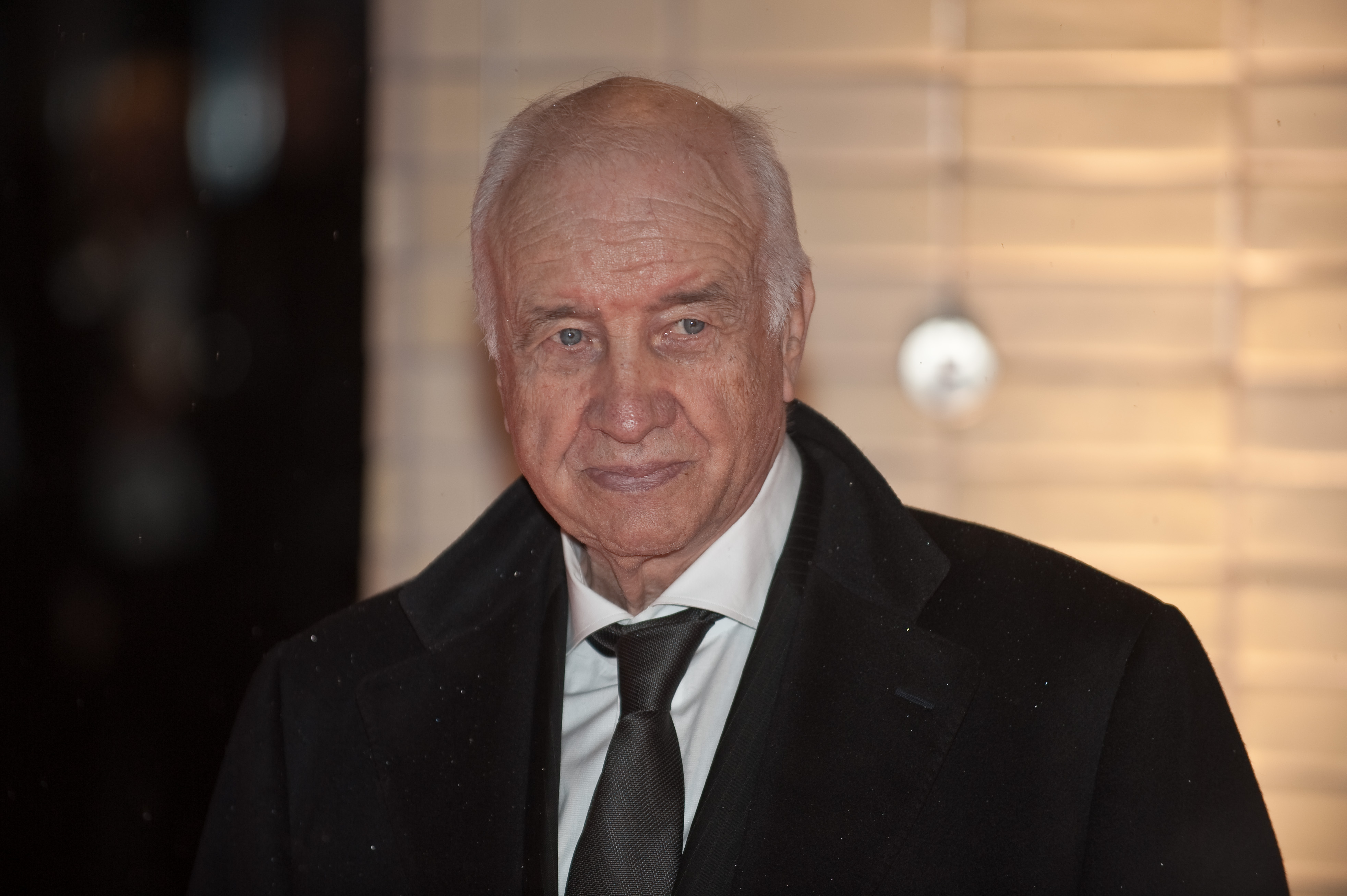
Armin Mueller-Stahl, laureat Honorowego Złotego Niedźwiedzia.